# Robert Clohessy
Robert Clohessy (10 de junio de 1958) es un actor estadounidense, conocido por interpretar al oficial de la correccional Sean Murphy en la serie dramática de HBO, Oz. También formó parte del reparto de la temporada final de Hill Street Blues.
Clohessy nació en el Bronx, hijo de John Clohessy, un oficial de policía. Se graduó en la SUNY Purchase, junto a compañeros de Oz como Edie Falco, Kirk Acevedo y Seth Gilliam. Peleó en el Golden Gloves de 1975 en el Madison Square Garden, una competencia de boxeo amateur. Se graduó en la Secundaria Pearl River de Pearl River, Nueva York, donde jugaba fútbol. Clohessy apareció por primera vez en un escenario en la Secundaria Pearl River, en la obra Guys and Dolls, interpretando un oficial de policía.
Tuvo papeles como regular en las series All My Children, Guiding Light y New Amsterdam. También interpretó un pequeño papel en la película Across the Universe, interpretando al padre perdido de Jude. 
En Broadway interpretó el papel de Jurado Nº 6 en Twelve Angry Men (2004) y el de Mike en la producción dePal Joey, entre 2008 y 2009. Recientemente se lo puede ver en la serie de HBO, Boardwalk Empire.
Clohessy tiene dos hijos, Byron y Myles.